# Ніл
Ніл (араб. النيل an-nīl, англ. Nile, єгипет. iteru (p(h)iaro)) — річка в Африці, є найдовшою річкою на планеті Земля. Протікає територіями таких країн як Єгипет, Ефіопія, Судан, Південний Судан та Уганда.
Річка бере початок на Східно-Африканському плоскогір'ї і впадає в Середземне море, утворюючи дельту. У верхній течії приймає притоки — Бахр-ель-Газаль (лівий) і Ачва, Собат, Блакитний Ніл і Атбара (праві). Нижче гирла правої притоки Атбара Ніл тече по напівпустелі, не маючи приток протягом останніх 3120 км.
Довгий час водна система Нілу вважалася найдовшою на Землі. На 2013 рік установлено, що найдовша річкова система у Амазонки. Її довжина становить 6992 кілометра, тоді як довжина системи Нілу складає 6 853 кілометри.
За особливостями природних умов басейну, характером гідрографічного режиму і за тим значенням, яке Ніл має в житті народів, що населяють його долину, це одна з найбільш своєрідних і примітних річок світу.

## Етимологія слова Ніл

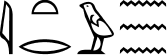

Слово «Ніл» походить від грецького Neilos (Νεῖλος), з невідомим більш раннім значенням. Стародавньою єгипетською мовою, називався Ніл Ḥ'pī або iteru, що означає «Велика річка». Напис єгипетськими ієрогліфами ліворуч. У коптській мові слово piaro (Sahidic) або phiaro (Bohairic) означає «річка», це теж давня назва.

## Питання про витоки Нілу

### Античні уявлення

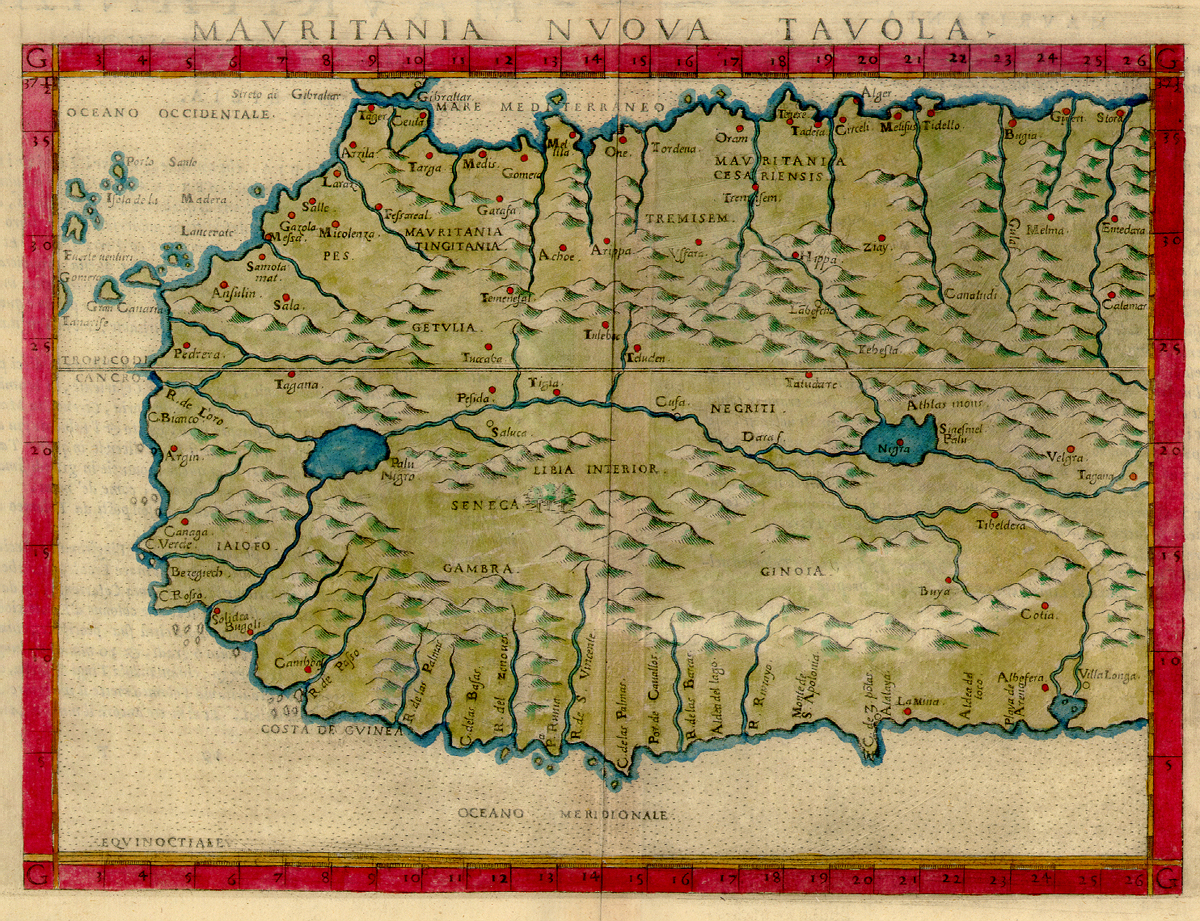
Мапа Західної Африки 1561 року, створена Джироламо Русчелі, з італійського перекладу Птолемеєвого атласу «Географія Клавдія Птолемея Александрійського. Новий переклад з грецької мови на італійську» (“La Geograpfia Di Claudio Tolomeo Alessandrino, Nouvamente Tradatta Di Greco in Italiano”). Автор намагався об'єднати інформацію, отриману від португальців, що торгували вздовж узбережжя, з Птолемеєвими мапами. Мається на увазі, що річки Сенегал та Гамбія впадають в озеро, куди також впадає «Гер»/річка Нігер, яке, в свою чергу веде до «озера Ніл» та річки Ніл.

Над питанням про витоки Нілу європейці думали з часів Геродота, який у своїй «Історії» виступив зі спростуванням думки про те, що розлив Нілу спричиняється таненням снігів в його верхів'ях. Відповідно до карти Геродота, Ніл зливається з Нігером. Крім того, «батько історії» наводить звістку саїського жреця, що води Нілу б'ють ключем з землі між Сієною (нині Асуан) і Елефантиною, причому половина їх тече на південь, а інша половина — на північ.
Ніхто з відомих мандрівників давнини не піднімався по Нілу вище Судд. За словами Агатархіда, далі за всіх на південь проникли моряки Птолемея II, які встановили, що причиною розливу є сезон злив на Ефіопському нагір'ї. У класичному мистецтві Ніл був прийнято зображати у вигляді божества з задрапірованою головою, що натякало на невідомість його витоків.
У праці Птолемея стверджувалося, що витік річки Ніл знаходиться в Місячних горах, і така думка побутувала аж до початку Раннього нового часу.

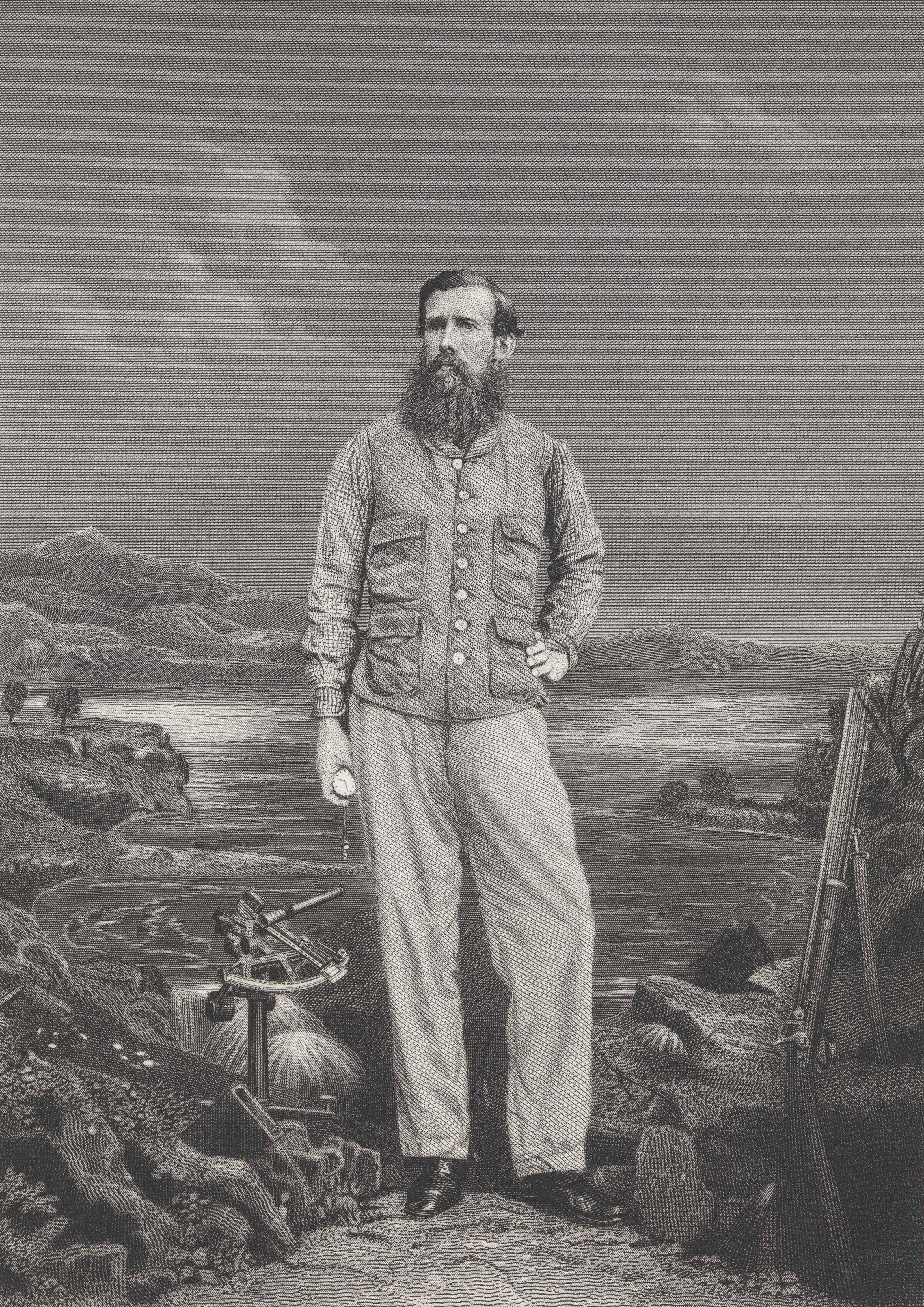
Джон Геннінг Спік
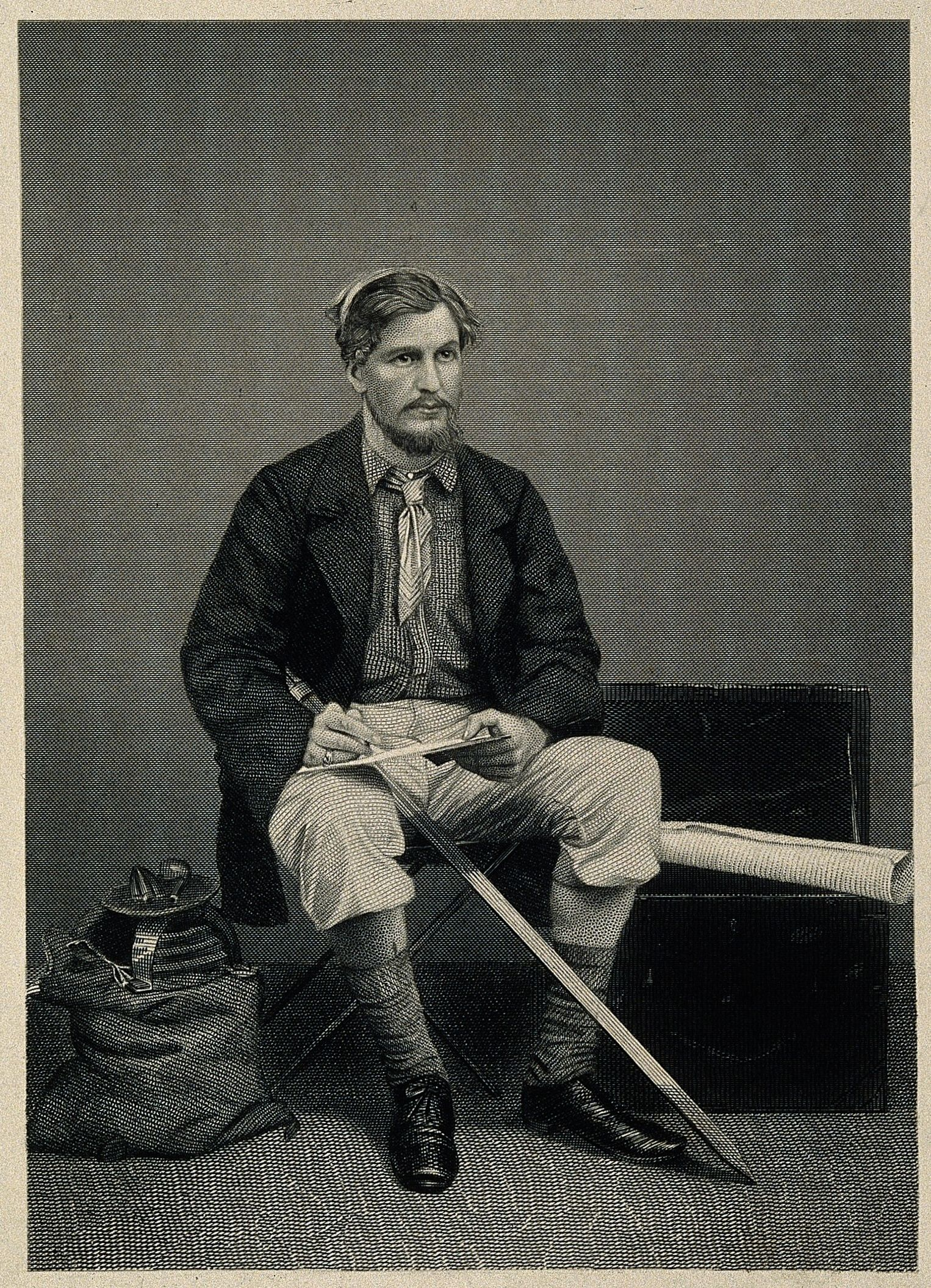
Джеймс Огастас Грант
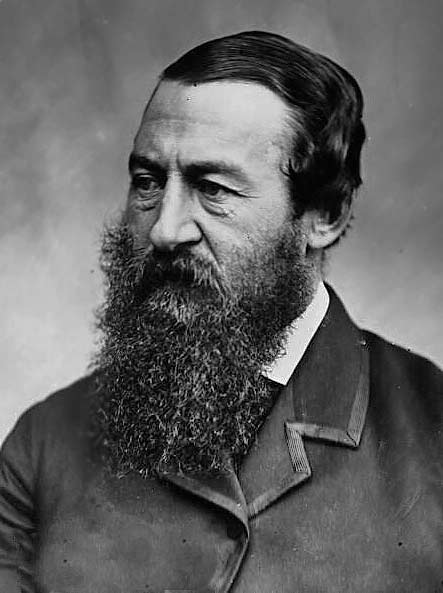
Семюел Вайт Бекер

1862 року витоки Нілу з озера Вікторія знайшли британські мандрівники Джон Геннінг Спік і Джеймс Огастас Грант. Витоки Білого Нілу з озера Альберт віднайшов того ж року інший британський мандрівник Семюел Вайт Бекер.

## Гідрографія
Сточище Нілу охоплює 3,254,555 км², близько 10 % площі Африки.
Дві великі річки, що зливаються у Хартумі створюють сам Ніл — це Білий Ніл, що має витоки в екваторіальній Східній Африці, і Блакитний Ніл, що тече з Ефіопії. Обидві річки прямують західним краєм Східно-Африканського розлому, в середній частині Великої рифтової долини. Нижче злиття Блакитного і Білого Нілу єдиною великою притокою є річка Атбара, яка бере початок в Ефіопії, на північ від озера Тана, має довжину близько 800 км. Вона тече лише під час сезону дощів в Ефіопії і дуже швидко пересихає. Впадає в Ніл близько 300 км на північ від Хартуму.
Ніл незвичайний тим, що свою останню притоку (Атбара) отримує на півдорозі до моря. З цієї точки і далі на північ, Ніл зменшується через випаровування.
Ніл має шість груп порогів, перший в Асуані і шостий в Сабалока (на північ від Хартуму), від шостого порогу Ніл робить великий закрут — «великий вигин Нілу».
На північ від Каїру, Ніл розпадається на два гирла, які впадають в Середземне море: Розетта на заході і Дамієтта на сході, утворюючи дельту Нілу.

#### Витоки
Джерелом Нілу іноді вважається озеро Вікторія, але саме озеро має низку приток значних розмірів. Найдовша притока і, отже, кінцеве джерело Нілу розташоване у лісі Н'юнгве в Руанді, і прямує через річки Рукарара, Мвого, Н'ябаронго і Кагера, що впадають до озера Вікторія в Танзанії в районі міста Букоба.
Колись озеро Танганьїка скидало свої води на північ уздовж Африканської рифтової долини в Альберт-Ніл, тож Ніл був приблизно на 1400 км довшим, але стік було блоковано у міоцені вулканами Вірунга.

#### Вікторія-Ніл
Ділянка від витоку з північного краю озера Вікторія до впадіння в озеро Альберт (Уганда, Східна Африка) має назву Вікторія-Ніл (Victoria Nile). Його довжина близько 420 км. Перетинаючи скелясті пасма по території Уганди, річка утворює численні пороги і водоспади із загальним падінням 670 м. Найвищий водоспад Мерчисон досягає 40 метрів заввишки. Річка проходить через западину озера Кйога і впадає в озеро Альберт на кордоні Уганди і Демократичної республіки Конго, що лежить в тектонічній западині на висоті 617 м.

#### Альберт-Ніл
Ділянка між озером Альберт і гирлом правої притоки Айва має назву Альберт-Ніл (Albert Nile). Річка має рівнинний характер перебігу до її входження до Судану через вузьку ущелину Німуле, де течія знову стає бурхливою і порожистою.

#### Бахр-ель-Джебель
Нижче міста Джуба, вийшовши за межі нагір'я, річка протягом 900 км перетинає велику плоску улоговину, заболочений район Судд (тут її називають Бахр-ель-Джебель, «річка гір»).
Заболочування відбувається через те, що величезні маси водоростей і папірусу захаращують русло, русло розпадається на ряд рукавів, швидкість потоку падає, і велика частина принесених з гір вод розливається по поверхні, випаровується, витрачається водною рослинністю. Острівці водної рослинності, іменовані седдами, у високу воду відриваються від мулистого ґрунту і повільно пливуть вниз за течією. Стикаючись і зливаючись один з одним, вони часто закупорюють русло і заважають судноплавству.
Найбільші притоки в цій частині течії — Бахр-ель-Газаль («річка газелей») і Собат, води якого, стікаючи з гір, містять велику кількість суспензій і мають характерний білуватий колір.

#### Білий Ніл
Нижче Собату річка одержує назву Білий Ніл (Бахр-ель-Аб'яд), залишає позаду область боліт, і далі спокійно тече в широкій долині по напівпустельній місцевості до Хартуму, де зливається з Блакитним Нілом. Звідси і до Середземного моря річка іменується Ніл (Ель-Бахр).
Жовтий Ніл
Жовтий Ніл, колишня притока Нілу, дренував Ваддайське нагір'я на Сході Чаду 8000 — 1000 до Р. Х. Його рештки відомі як Ваді Ховар. Ваді проходить через Гарб Дарфур поблизу північного кордону з Чадом і зустрічається з Нілом і недалеко від південного краю Великого Вигину Нілу.

### Блакитний Ніл
Блакитний Ніл значно коротший за Білий, але у формуванні режиму Нілу нижче Хартуму він грає набагато більшу роль. Блакитний Ніл бере початок з Абісинського нагір'я, витікаючи з озера Тана. З цього ж нагір'я Ніл отримує свою останню багатоводну притоку — Атбару.

### Озеро Насера

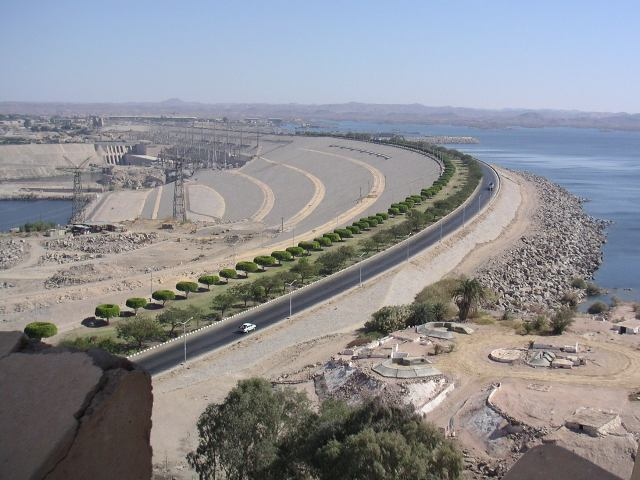
Гребля водосховища на Нілі

Геологічний розріз долини Нілу поблизу Асуанської греблі

Нижче гирла останньої великої притоки (Атбари), приблизно за 300 км від Хартума, починається Нубійська пустеля.
Тут Ніл робить великий вигин, прорізаючи плато, складене твердими пісковиками (див. Гебель ес-Сильсила), і перетинає ряд порогів (катаракти). Усього між Хартумом і Асуаном налічується 6 порогів. Перший з них, найближчий до гирла, знаходиться в районі Асуана, на північ від Асуанської греблі.
Аж до 1960-х (тобто до зведення на території Єгипту висотної Асуанської дамби за 270 км від судансько-єгипетського кордону) пороги були серйозною перешкодою для суцільного судноплавства. У районі порогів цілорічне плавання було можливо лише на човнах. Для постійного судноплавства використовувалися ділянки між Хартумом та Джубою, Асуаном і Каїром, Каїром та гирлом Нілу.
Тепер тут розлилося штучне водосховище — Озеро Насера, звідки Ніл знову прямує на північ крізь родючу долину шириною 20-50 км, яка на початку антропогену була затокою Середземного моря.

### Канали
Можливо ще за часів Дванадцятої Династії, фараон Сенусерт III проклав із заходу на схід канал, проритий через ваді Тумілат, що з'єднує Ніл з Мерідовим озером, для безперешкодної торгівлі з Пунтом.
Канал був добудований близько 500 до н. е. царем Дарієм Великим, перським підкорювачем Єгипту. В пам'ять цієї події Дарій встановив гранітні стели на березі Нілу, у тому числі одну поблизу Карбета.

### Дельта
Дельта Нілу — розгалужений відрізок річки Ніл на півночі Африки, де річка впадає в Середземне море. Свою назву даний географічний об'єкт дістав від схожості з грецькою літерою «Δ» — дельта.
За 20 км на північ від єгипетської столиці Каїру починається дельта Нілу з численними рукавами, протоками й озерами, що тягнеться на 260 км уздовж узбережжя Середземного моря від Александрії до Порт-Саїда. Вона утворилася на місці морської бухти, поступово заповнюючи річковими наносами. За площею (24 тис. км²) дельта Нілу майже дорівнює Кримському півострову.

### Водний режим
Потік Альберт-Нілу до Монґали майже постійний протягом усього року і становить, в середньому, 1 048 м³ на секунду. Після Монґали Ніл (Бахр-ель-Джебель) входить у величезні болота на півдні Судану (Судд). Більше половини вод Нілу витрачаються в цьому болоті на випаровування. Середній потік Нахр-ель-Джебель, наприкінці болота Судд, становить близько 510 м³ на секунду. На виході річки з болота, до Нілу приєднується Собат, формуючи Білий Ніл.
Середній стік Білого Нілу в Малакалі становить 924 м³ на секунду, максимальна витрата становить приблизно 1 218 м³ на секунду на початку березня, а мінімальна — близько 609 м³ на секунду в серпні. Коливання пов'язане з істотною зміною потоку Собату, мінімальна витрата якого становить 99 м³ на секунду в серпні, а максимальна — більше 680 м³ на секунду на початку березня.
Білий Ніл вносить приблизно 30 % річного стоку Нілу. Однак, під час сухого сезону (січень-червень), Білий Ніл вносить від 70 % до 90 % від загального потоку Нілу. У цей період потік Блакитного Нілу може впасти до 113 м³ на секунду, хоча вище за течією греблі регулюють стік річки. Під час сухого сезону потік річки Атбари (притоки Нілу) практично дорівнює нулю, але у вологий сезон(на витоках Атбари він триває лише у липні-серпні) стік річки дорівнює 1815 м³/с
Блакитний Ніл вносить приблизно 70 % стоку Нілу. Об'єм води в Блакитному Нілі значно варіюється протягом року. У першу чергу, це призводить до великих змін обсягів потоку Нілу. Під час сезону дощів, в кінці серпня, максимальна витрата Блакитного Нілу часто перевищує 5 663 м³ на секунду (у 50 разів більше за нормальну).
До будівництва гребель на річці, річний стік в Асуані міг варіюватися від одного до п'ятнадцяти тисяч метрів кубічних на секунду. Зараз максимальний потік, що спостерігається наприкінці серпня-початку вересня, становить більше 8 212 м³ на секунду, а мінімальний потік, наприкінці квітня-початку травня, близько 552 м³ на секунду.
Басейн Нілу є складним, і тому потік в будь-якій точці вздовж річки залежить від багатьох чинників, включаючи погоду, випаровування чи евапотранспірацію, рівень ґрунтових вод.
Середньомісячний стік (м³/с), виміряний на гідрологічній станції Донґола — вододіл: 2 694 000 кв. км, розрахункові дані за період 1912 - 1984 рр.

## Походження Нілу
У давнину існувала річка, яку дослідники назвали Еоніл. Вона текла на північ з Ефіопського нагір'я. Супутникові знімки допомогли визначити сухі водотоки в пустелі на захід від Нілу. Каньйон Еонілу, в наш час[коли?] заповнений осадовими породами, за часів пізнього міоцену (23-5.3 млн років тому) скидав воду до Середземного моря. В цих відкладеннях були виявлені декілька газових родовищ.
Наприкінці міоцену, за часів Мессинської соленосної кризи, коли Середземне море було закритим басейном і майже пересохло, Еоніл прямував глибоким каньйоном, який був на кілька сотень метрів нижче рівня світового океану в Асуані і 2400 метрів під Каїром. Цей величезний каньйон пізніше заповнився мулом.
Існують дві теорії щодо віку комплексного Нілу. Перша, що комплексний стік Нілу має молодий вік, що басейн Нілу раніше було розбито на ряд окремих басейнів, тільки найпівнічніший (протобасейн Нілу) дренував нинішнє річище Нілу в Єгипті і крайній північ Судану. Інша теорія пропонує дренування Абісинського нагір'я Блакитним Нілом або Атбарою/Таказе до Середземного моря через єгипетський Ніл за часів третинного періоду.
Салама (1988) припустив, що під час третинного періоду існував ряд окремих замкнутих континентальних басейнів, кожен басейн дренував один з суданських рифтів: Меллут Рифт, Рифт Білого Нілу, Рифт Блакитного Нілу, Атбара Рифт і Рифт Саг Ель Наам. Меллут Рифт має майже 12 км в глибину у його центральній частині. Рифтова система Білого Нілу, хоч і менш глибока, ніж Бахр-ель-Араб, має близько 9 км у глибину. Геофізичні дослідження рифтової системи Блакитного Нілу має глибину осадів 5-9 км. Ці басейни не були пов'язані між собою, тільки після того як їх осади заповнили рифт до такого рівня, який дозволив би з'єднати їх сточища. Заповнення депресії призвело до з'єднання єгипетського Нілу з суданським Нілом, який дренував Східну, Центральну Африку і Суданський рифт. Об'єднання басейнів відбулося за часів вологих періодів. Річка Атбара вийшла з закритого басейну у вологий період близько 100,000 — 120000 років тому. Блакитний Ніл з'єднався з основними Нілом 70-80 тисяч років тому. Система Білого Нілу в Бахр-ель-Араб і Рифт Білого Нілу залишалися закритим озером, поки не з'єдналася з Вікторія-Нілом 12,5 тисяч років тому.

## Господарське значення

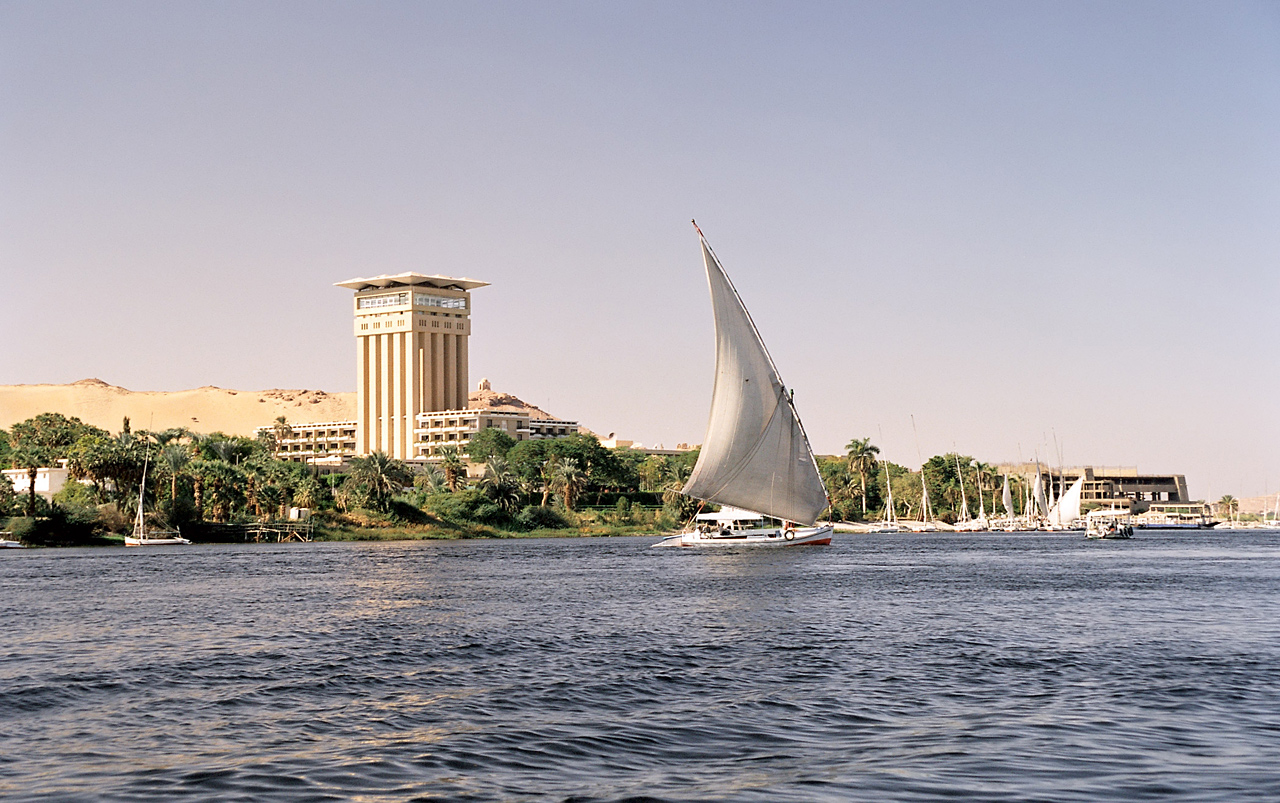
Фелюга на Нілі

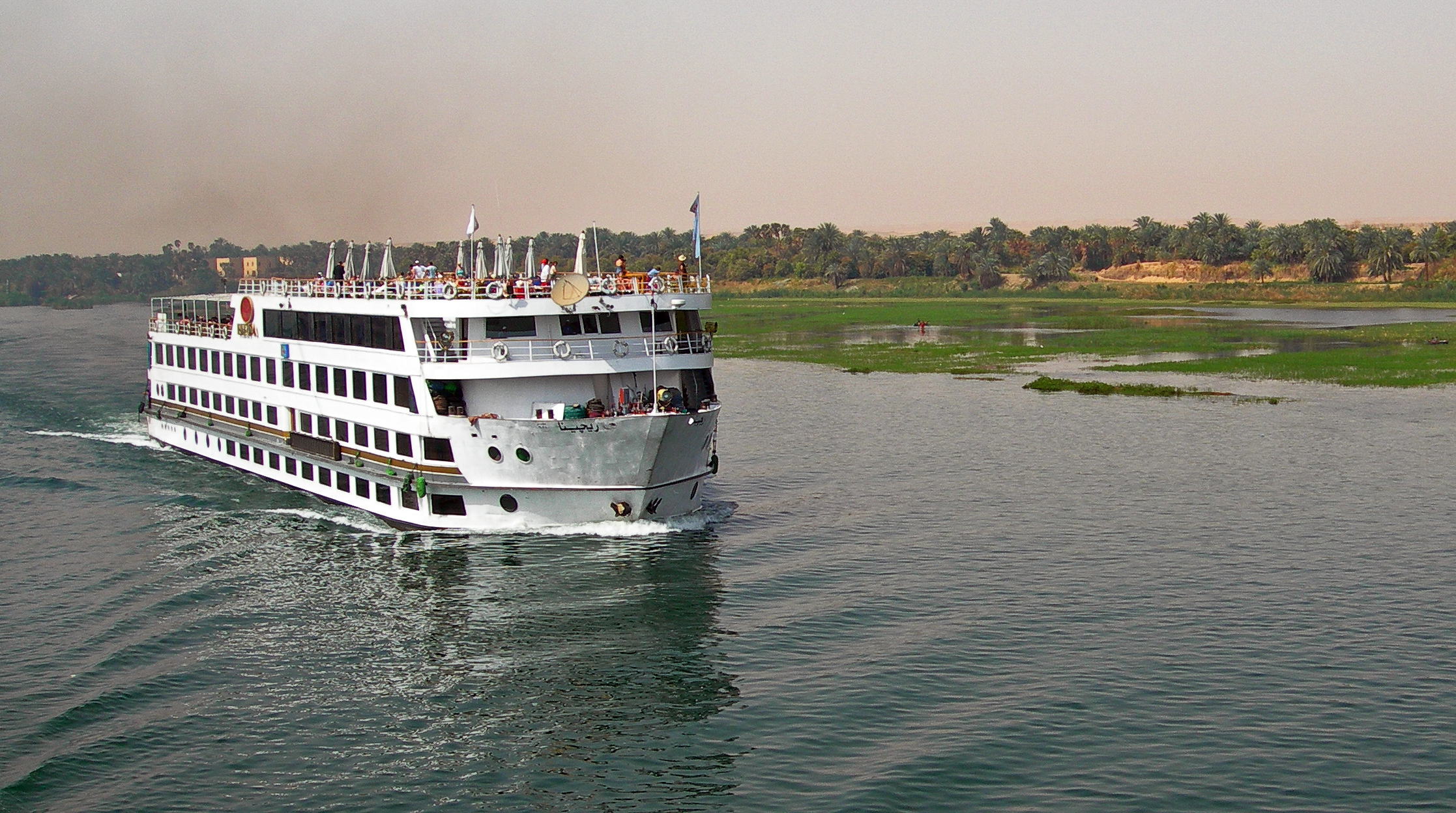
Туристичний пароплав на Нілі

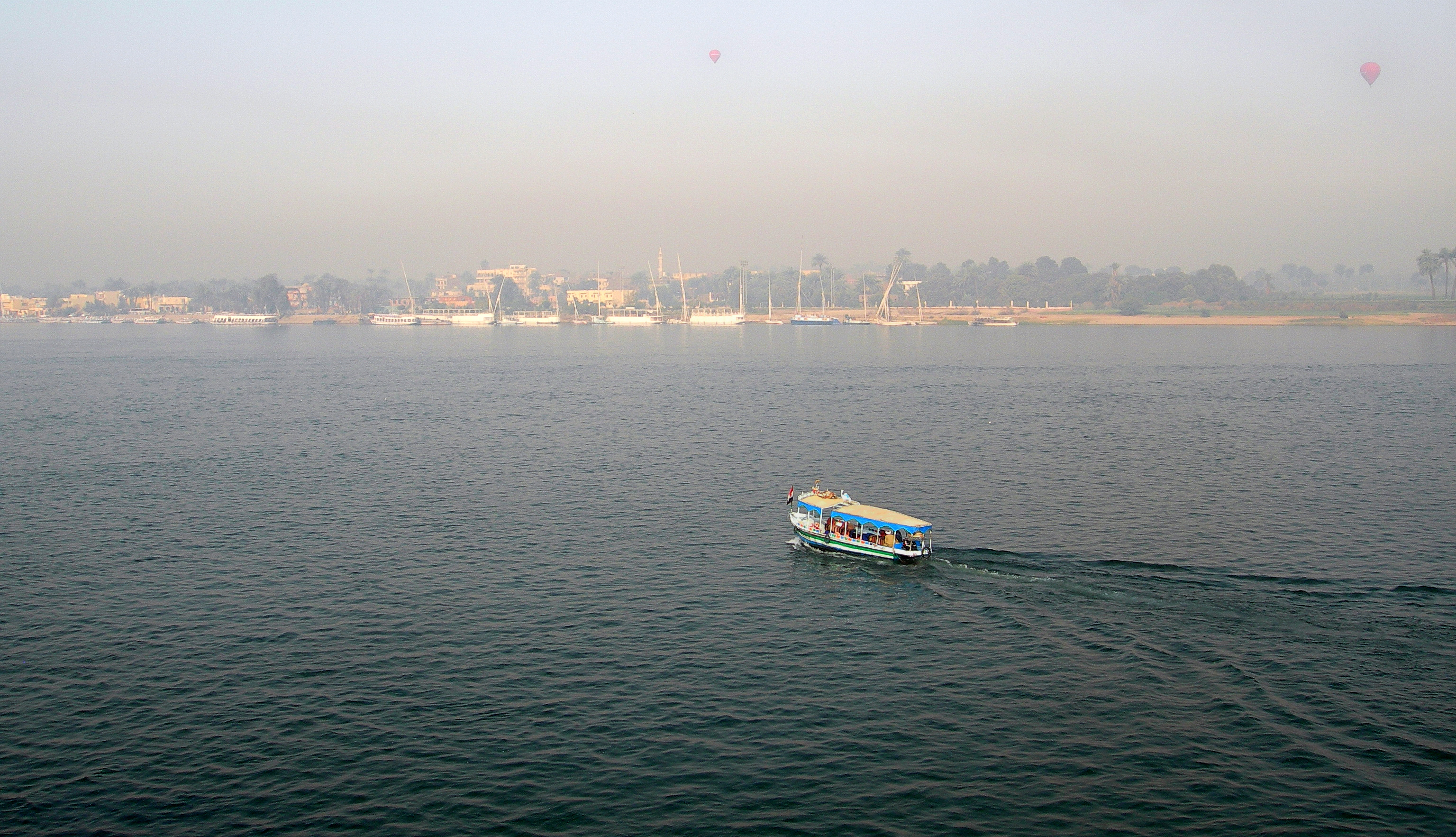
Перевіз через Ніл біля Луксору

Ніл — єдина річка Північної Африки, котра проходить через Сахару і доносить свої води до Середземного моря, є джерелом життя в безводній пустелі. Постійний водоток Нілу існує за рахунок опадів, що випадають в південніших областях і живлять його джерела. Білий Ніл, що тече з екваторіального поясу, отримує живлення від дощів, які йдуть цілий рік. У верхів'ях рівень його дуже високий і постійний, оскільки він ще регулюється озерами. Проте в межах Верхньо-Нільської котловини (Судд) велика кількість води витрачається на випаровування, і в живленні Нілу нижче Хартума більше значення має Блакитний Ніл, котрий несе води після літніх дощів, що випадають на Абісинському нагір'ї. Найбільші витрати води на нижньому Нілі в цей період приблизно в 5 разів більші за витрати води в межень.
Ніл в нижній течії розливається, затоплючи всю долину. Притоки Нілу, що стікають з Абісинського нагір'я, приносять велику кількість мулу, який осідає під час розливу. Це регулярне добриво відіграє величезну роль в сільському господарстві Єгипту.
Водні ресурси Нілу з давніх часів використовуються для зрошення і природного вдобрення полів, рибальства, водопостачання і судноплавства. Особливо важлива річка для Єгипта, де в прибережній полосі шириною 10—15 км проживає близько 97 % населення країни. Створення Асуанського гідрокомплексу
дозволило багаторічне регулювання стоку Нілу, ліквідувало загрозу катастрофічних паводків (раніше під час повноводдя рівень води в річці біля Каїру піднімався на 8 м) і дозволило збільшити загальну площу зрошуваних земель.
На Нілі стоять крупні міста Хартум, Асуан, Луксор (Фіви), міська агломерація Каїр-Гіза; в дельті — Олександрія. Річка Ніл на північ від Асуана являє собою популярний туристичний маршрут.
Ніл (iteru староєгипетською мовою) був джерелом життя для стародавньоєгипетської цивілізації вже з кам'яної доби. Саме в його долині розташовані всі міста Єгипту і досі проживає практично все його населення. Проте, необхідно визнати, що будівництво Висотної Асуанської греблі і ГЕС, завершене в 1970, поклало кінець весняним паводкам, одночасно залишило сільське господарство Єгипту без дуже важливого природного добрива — мулу. Але контроль над надходженням води створив умови для цілорічного зрошення, і тепер в деяких областях можна отримувати навіть три врожаї на рік.

## Біологія
Іхтіофауна Нілу представлена сотнею видів риб, з яких особливе значення мають двоякодишна риба протоптерус, багатопери, соми, тигрова риба, балті-тілапія, зубасті коропи, нільський окунь (об'єкт рибного промислу).